# Gauthier Ier d'Oisy
Pour les articles homonymes, voir Gauthier Ier.
Gauthier Ier d'Oisy (ou Wauthier, Watier) (~960-†1011), Sire d'Oisy et de Crèvecœur, Châtelain de Cambrai. Connu aussi sous le titre de Gauthier Ier de Cambrai.
Fils de Gauthier de Lens (930- ?)
Il a pour descendance :
1. Gauthier II d'Oisy (~990-†1041), Sire d'Oisy et de Crèvecœur, Châtelain de Cambrai (à partir de 1011)
2. Siger( ? –†1012), ecclésiastique

## Extrait des chroniques de Cambrai[2]
"…Cependant, le Châtelain Watier (Gauthier Ier de Cambrai), saisi d’une maladie de langueur, envoya une ambassade à l’évêque (Erluin) et le pria de vouloir bien donner sa terre en bénéfice à son fils Watier ( Gauthier II d'Oisy), qui combattrait pour lui, s’il lui laissait l’intégralité des biens de son père. L’évêque jugeant, d’après le caractère turbulent du père, que le fils serait plus remuant encore, ainsi que la suite le prouva, refusa d’accéder à cette demande. Enfin, s’étant un peu laissé fléchir, il promit de consentir à tout, si d’abord Watier ( Gauthier Ier d'Oisy) donnait satisfaction de toutes les prévarications dont il s’était rendu coupable envers l’Église, et si surtout il remettait le village de Sailly, qu’il tenait malgré l’évêque. Erluin donna ce domaine à l’épouse de Watier, à condition qu’il soit consacré à des travaux de femmes et que ledit Watier s’abstiendrait de toute tentative contre le Seigneur. Mais le pontife, ne voyant aucun changement ni dans l’un, ni dans l’autre tout en notant que la femme ne lui rendait pas l’hommage promis et que le mari continuait toujours ses actes de cruauté, chercha à reprendre le domaine. Watier (Gauthier Ier d'Oisy), épuisé par une maladie incurable ne voulut nullement s’amender, appela ses soldats auprès de lui et leur fit prêter serment de fidélité à son fils (Gauthier II d'Oisy). Il leur enjoignit et les pria s’il venait à succomber, de protéger son fils avec fidélité, bienveillance et dévouement et de le soutenir de toute leur force contre l’évêque. Quelque temps après, le Comte Baudoin (Baudouin de Lille, Comte de Flandre), gagné par Watier mourant au parti du fils de ce dernier, vint visiter Erluin qui était lui aussi souffrant. Bientôt après, la mort vint mettre un terme aux jours et aux perfides attaques de Watier [1011]."